# Oštrelj (Bor)
Oštrelj (Kyrillisch: Оштрељ) ist ein Dorf in der Opština Bor und im Okrug Bor im Osten Serbiens.
Es liegt fünf Kilometer östlich von Bor auf etwa 300 m Höhe am Hang über dem Tal des Flüsschens Kriveljska reka.

## Einwohner
Die Volkszählung 2002 (Eigennennung) ergab, dass 654 Menschen im Dorf leben. Die Mehrheit der Bevölkerung stellen die Serben, es folgen die Walachen, die slawischen Mazedonier und die Jugoslawen. 
Weitere Volkszählungen:
- 1948: 848
- 1953: 855
- 1961: 912
- 1971: 911
- 1981: 887
- 1991: 798